# Indonezyjska Partia Chrześcijańska
Indonezyjska Partia Chrześcijańska (indonez. Partai Kristen Indonesia – Parkindo) – założona w 1945 roku przez Johannesa Leimena oraz byłego wojskowego gubernatora Północnej Sumatry Melanchtona Siregara, partia polityczna zrzeszająca indonezyjskich protestantów. Ugrupowanie cieszyło się głównie popularnością w zdominowanych przez protestantów regionach Jawy.

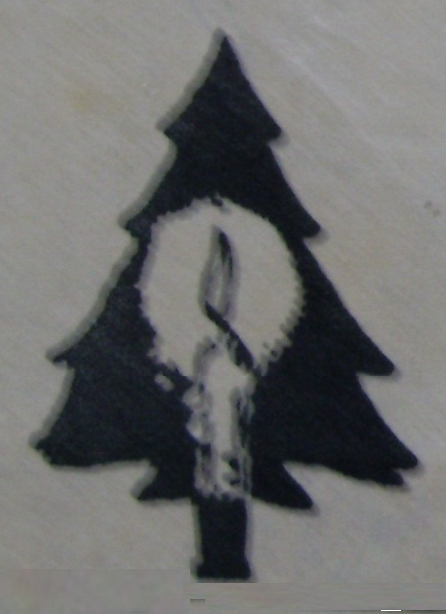
Logo ugrupowania na karcie do głosowania w 1955 roku

W wyborach do parlamentu indonezyjskiego w 1955 roku, ugrupowanie uzyskało 2,6% ważnie oddanych głosów do przełożyło się na osiem miejsc w nowo utworzonej Ludowej Izbie Reprezentantów. 
Po przejęciu władzy przez Suharto, Parkindo wzięło udział w fasadowych wyborach parlamentarnych w 1971 roku zdobywając 1,34% głosów. W styczniu 1973 roku, ugrupowanie wraz z częścią indonezyjskich partii, niezwiązanych politycznie z Islamem, weszło w skład satelickiej w stosunku do Golkar, Zjednoczonej Partii na rzecz Rozwoju.